# Верджел (Іллінойс)
Верджел (англ. Virgil) — селище (англ. village) в США, в окрузі Кейн штату Іллінойс. Населення — 289 осіб (2020).

## Географія
Верджел розташований за координатами 41°57′20″ пн. ш. 88°31′45″ зх. д. / 41.95556° пн. ш. 88.52917° зх. д. (41.955531, -88.529203).  За даними Бюро перепису населення США в 2010 році селище мало площу 5,46 км², уся площа — суходіл.

## Демографія
Згідно з переписом 2010 року, у селищі мешкало 329 осіб у 111 домогосподарстві у складі 89 родин. Густота населення становила 60 осіб/км².  Було 118 помешкань (22/км²).
Расовий склад населення:
| - 94,5 % — білих - 1,8 % — чорних або афроамериканців - 1,5 % — азіатів - 0,6 % — корінних американців |

До двох чи більше рас належало 1,2 %. Частка іспаномовних становила 3,0 % від усіх жителів.
За віковим діапазоном населення розподілялося таким чином: 27,4 % — особи молодші 18 років, 65,6 % — особи у віці 18—64 років, 7,0 % — особи у віці 65 років та старші. Медіана віку мешканця становила 36,5 року. На 100 осіб жіночої статі у селищі припадало 103,1 чоловіків;  на 100 жінок у віці від 18 років та старших — 95,9 чоловіків також старших 18 років.
Середній дохід на одне домашнє господарство  становив 91 465 доларів США (медіана — 95 750), а середній дохід на одну сім'ю — 99 186 доларів (медіана — 101 500). За межею бідності перебувало 4,1 % осіб, у тому числі 3,1 % дітей у віці до 18 років та 0,0 % осіб у віці 65 років та старших.
Цивільне працевлаштоване населення становило 188 осіб. Основні галузі зайнятості: освіта, охорона здоров'я та соціальна допомога — 23,4 %, виробництво — 22,3 %, будівництво — 11,7 %, фінанси, страхування та нерухомість — 9,6 %.